# Постколоніалізм
Постколоніалі́зм, постколоніа́льна тео́рія — напрям мислення в філософії, теології, політології, історії а також літературі, починаючи з другої половини XX століття, спрямований на осмислення наслідків колоніального правління. Як ідейна течія, постколоніалізм займається вивченням ідентичності, культури та літератури — у сенсі культурного конфлікту між колишніми або нинішніми колоніями та країнами-колонізаторами.

## Теоретичні засади
Колоніалізм був представлений як «продовження цивілізації», яке ідеологічно виправдовувало самоприписувану расову і культурну перевагу західного світу над світом не західним. Ця концепція була підтримана Жозефом-Ернестом Ренаном в роботі La Réforme intellectuelle et morale (1871 г.), відповідно до якої вважалося, що імперське управління впливає на інтелектуальне та моральне перетворення народів нижчих культур. За його словами, така божественно встановлена природна гармонія між людськими расами світу була б можлива, тому що кожному призначена культурна ідентичність, соціальне місце і економічна роль в імперській колонії.
З середини до кінця ХІХ століття ця теорія виправдовувала колонізацію, особливо Далекого Сходу та Африки. Бельгія, Велика Британія, Франція та Німеччина висунули теорії національної переваги, які виправдовували колоніалізм як просвітництво неосвічених народів. Так, la mission civilisatrice, («цивілізаційна місія») Французької імперії, передбачала, що деякі раси і культури мають вищу мету в житті, внаслідок чого могутніші, розвиненіші і цивілізованіші раси мають право колонізувати їх.
Постколоніальна теорія розглядає культурні аспекти, які утворилися внаслідок європейської колонізації. Ера колонізації спричинила специфічне самовизначення як колонізаторів, так і колонізованих. Колонізатори створили власний імідж просвічених і правих. Серед американських авторів вживається термін «критична білість» (англ. critical whiteness). З іншого боку у колонізованих розвивається колоніальна ментальність та згодом культурне плазування по відношенню до культури країни-завойовника, яка нав'язує колонізованій нації свою месіанську культуроносну функцію. Деколонізовані люди розвивають постколоніальну ідентичність, яка базується на культурних взаємодіях між різними ідентичностями (культурними, національними, етнічними, а також ґендерними та класовими), яким колоніальне суспільство призначає різну ступінь соціальної влади.
За словами індійського академіка Джайдіп Сарангі, одна з глибинних практик постколоніального дискурсу — це прославлення «місцевого». Аргументуючи ідею позначення кордону / периферії (далітів), у введенні до своєї книги «Уявлення постколоніалізму англійською мовою: нові орієнтації» він посилається на маорі і аборигенів. 
Неоколоніальний дискурс геополітичної однорідності, переносить деколонізовані народи, їх культури і їх країни в уявне місце, так званий «Третій світ» — надмірно всеосяжний термін, який зазвичай включає континенти і моря, тобто Африку, Азію, Латинську Америку, і Океанію. Постколоніальна критика аналізує самовиправдовувальний дискурс неоколоніалізму і функції (філософські та політичні) його надмірно всеосяжних термінів, щоб встановити фактичну і культурну неточність однорідних концепцій, таких як «араби», «перший світ», «християнський світ» — насправді ці терміни включають різнорідні народи, культури і географію.  

## Постколоніалізм в різних країнах
Теорії постколоніалізму розвинені для країн, які перебували у залежності від європейських держав, особливо Великої Британії, Франції та Іспанії.

### Близький Схід
Постколоніальна література Близького Сходу досліджує і аналізує західні дискурси про формування ідентичності, існування і суперечливу природу постколоніальної національної ідентичності серед народів сучасного Близького Сходу. Незалежність і кінець колоніалізму не поклали кінець соціальній фрагментації і війнам (цивільним і міжнародним) на Близькому Сході. У «Пошуках арабської демократії: дискурси і контр-дискурси» (2004) Ларбі Садік говорить, що проблеми національної ідентичності на Близькому Сході є наслідком орієнталістської байдужості європейських імперій. Коли вони визначали політичні кордони своїх колоній, то ігнорували місцеву історію, а також географічні і племінні кордони, яких дотримувались тубільці.  

### Азія
У 1924 році Нгуєн Ай Куок (він же Хо Ші Мін) написав перший критичний текст проти французької колонізації: Le Procès de la Colonization française («Французька колонізація під судом»). Трін Мінь-ха розвиває свої новаторські теорії про постколоніалізм в різних засобах вираження — в літературі, фільмах. Вона найбільш знана своїм документальним фільмом «Повторна збірка» (1982), в якому намагається деконструювати антропологію як «західну чоловічу гегемоністську ідеологію». 

### Африка
Про Східну Африку кенійський письменник Нгугі ва Тхіонго написав книгу «Не плач, дитя» (1964) — перший постколоніальний роман про східноафриканський досвід колоніального імперіалізму; а також «Деколонізація розуму: політика мови в африканській літературі» (1986). В «Між річкою» (1965), політичним фоном якого послужило повстання Мау-Мау (1952-1960), він звертається до постколоніальних питань африканських релігійних культур і до наслідків нав'язування християнства та чужої культури Кенії і більшості інших країн Африки. 

### Східна Європа
Розділ Польщі (1772-1918 рр.) та окупація східноєвропейських країн Радянським Союзом після Другої світової війни були формами «білого» колоніалізму, які довгий час ігнорувалися постколоніальними теоретиками. Домінування європейських імперій (Прусської, Австрійської, Російської, а пізніше і Радянської) над сусідніми територіями (Білорусь, Україна, Болгарія, Чехословаччина, Угорщина, Литва, Молдова, Польща, Румунія), що полягала в військовому вторгненні, експлуатації людських і природних ресурсів, руйнуванні культури та спробах по перевихованню місцевого населення, багато в чому нагадували насильницьке завоювання заморських територій західноєвропейськими державами, попри такі фактори, як географічна близькість і відсутність расових відмінностей.
Постколоніальні дослідження в Центральній і Східній Європі були відкриті основоположною книгою Еви М. Томпсон «Імперські знання: російська література і колоніалізм» (2000), за якою вийшли роботи Олександра Фюта, Ханна Госк, Віолетти Келертас, Дороти Колодзейчік, Януша Корека, Даріуша Скурчевського, , Богдана Штефенеску і Томаша Зарицького.

### Україна
Після розпаду СРСР з'явилися також дослідження постімперської ситуації в колишніх радянських республіках. Дослідженням постколоніальної ситуації у пострадянських державах присвячений науковий журнал Ab Imperio.
Постколоніальні підходи до аналізу української культури застосовувалися західними (переважно діаспорними) та українськими науковцями. Зокрема Оксана Грабович досліджувала культурну спадщину колоніалізму в Україні. Постколоніальне прочитання текстів української літератури проводили літературознавці Мирослав Шкандрій та Марко Павлишин, а також філософ Вахтанг Кебуладзе. В Україні твори присвячені постколоніальним особливостям сучасного українського суспільства писали Оксана Забужко та Микола Рябчук. Роман Оксани Забужко «Польові дослідження з українського сексу» у якому висвітлюється постколоніальна ситуація в українській культурі набув великого суспільного розголосу та став бестселером в 1990-ті роки.

## Теоретики постколоніалізму
Основою цієї течії багато критиків вважають книгу Едварда Саїда «Орієнталізм». До інших важливих теоретичних робіт належать:
- Франц Фанон: Чорна шкіра, білі маски (1952); Гнані і голодні (1961)
- Ґаятрі Чакраворті Співак: In Other Worlds: Essays in Cultural Politics (1987); A Critique of Postcolonial Reason: Towards a History of the Vanishing Present (1999).
- Беніта Перрі: Delusions and Discoveries
- Кваме Нкрума: Consciencism
- Альбер Меммі: Portrait du colonisé, précédé du portrait du colonisateur (The Colonizer and the Colonized)
- Гомі Бгабга: The Location of Culture
- Еме Сезер: Discours sur le colonialisme
- Міке Баль: The Practice of Cultural Analysis: Exposing Interdisciplinary Interpretation (1999)

## Основні автори
Окрім теоретичних досліджень аспекти постколоніального життя в колишніх колоніях описуються в художній літературі. Деякі письменники одержали всесвітнє визнання, наприклад творчість Джона Кутзее, Надін Гордімер, Відьядхара Найпола, Дерека Волкотта, Воле Шоїнки були відзначені Нобелівською премією з літератури. До основних авторів належать такі письменники:
| Південна Африка - Джон Максвелл Кутзее (John Maxwell Coetzee) - Надін Гордімер (Nadine Gordimer) Алжир - Ассіа Джебар (Assia Djebar) - Катеб Ясін (Kateb Yacine) Канада - Маргарет Етвуд (Margaret Atwood) Карибські острови - Жан Різ (Jean Rhys) - Керіл Філіпс (Caryl Phillips) Барбадос - Камау Братваіте (Kamau Brathwaite) Гваделупа - Маріз Конде (Maryse Condé) Гаїті - Рене Депестр (René Depestre) | Ямайка - Уна Марсон (Una Marson) - Шарлота Легра (Charlotte Legras) Мартиніка - Едуар Гліссан (Édouard Glissant) - Рафаель Конфіан (Raphaël Confiant) - Еме Сезер (Aimé Césaire) - Франц Фанон (Frantz Fanon) - Патрік Шамуазо (Patrick Chamoiseau) Маврикій - Хал Торабуллі (Khal Torabully) Тринідад і Тобаго - Ерл Лавлес (Earl Lovelace) - В. С. Найпол (V.S Naipaul) - Джордж Лемінг (George Lamming) - К.Л.Р. Джеймс (C.L.R. James) - В.С. Рейд (V.S. Reid) Сент-Люсія - Дерек Волкотт (Derek Walcott) Кот-д'Івуар - Ахмаду Курума (Ahmadou Kourouma) | Єгипет - Ануар Абдель Малек (Anouar Abdel Malek) Ґаяна - Вільсон Гаріс (Wilson Harris) Індія - Арджун Апардураі (Arjun Appadurai) - Аніта Десаї (Anita Desai) - Рада Івековіч (Rada Ivekovic) - Рогінтон Містрі (Rohinton Mistry) - Салман Рушді (Salman Rushdie) Нігерія - Чінуа Ачебе (Chinua Achebe) - Воле Шоїнка (Wole Soyinka) Нова Зеландія - Віті Іхімаера (Witi Ihimaera) Сенегал - Маріама Ба (Mariama Bâ) Україна - Оксана Забужко - Микола Рябчук |